# Cầu Øresund

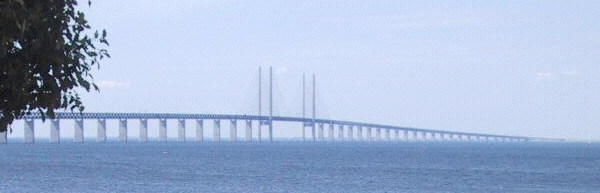
Cảnh nhìn từ Malmö

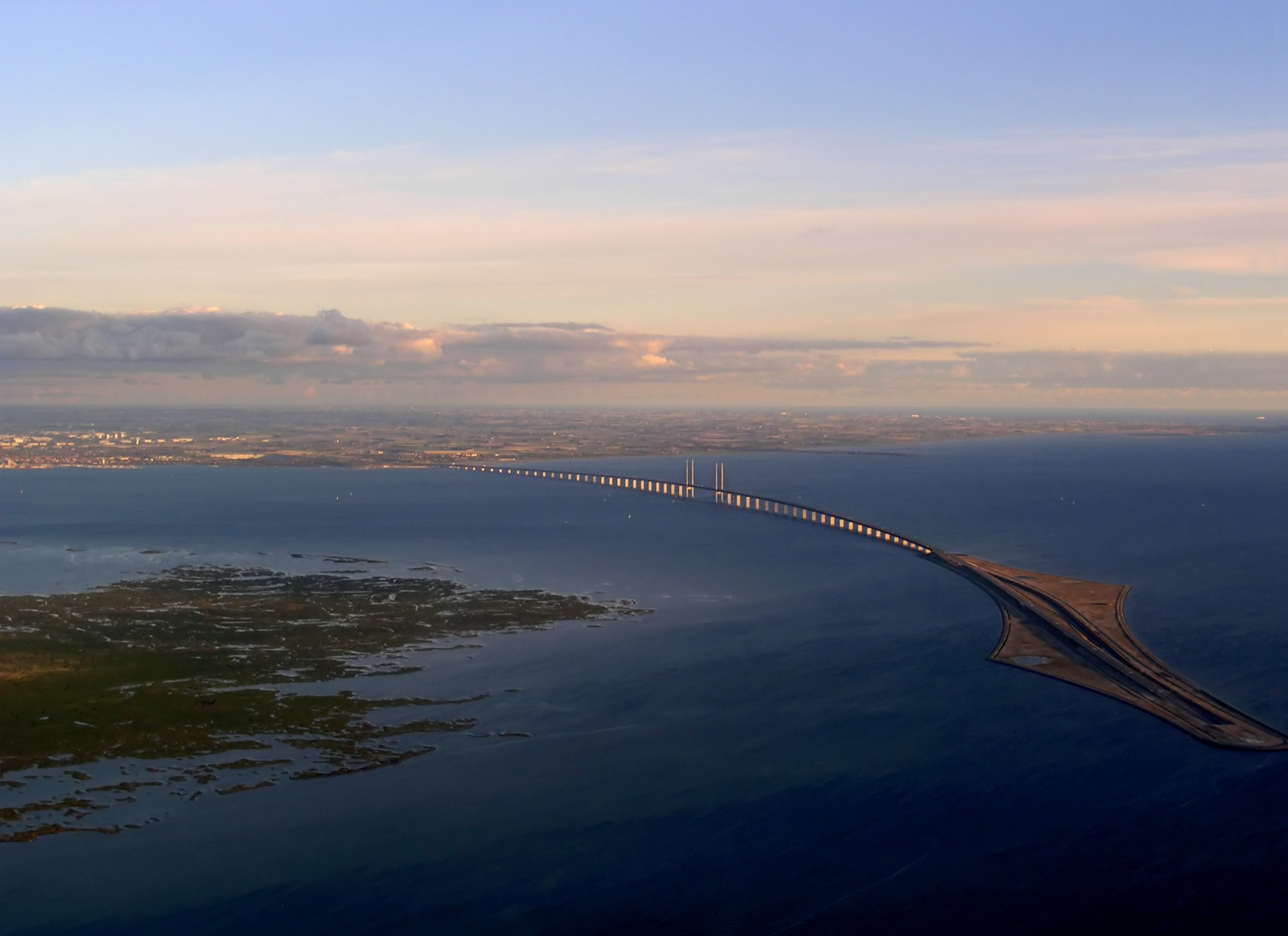
Cầu Oresund nối vào đảo nhân tạo Peberholm, ảnh chụp từ trên không

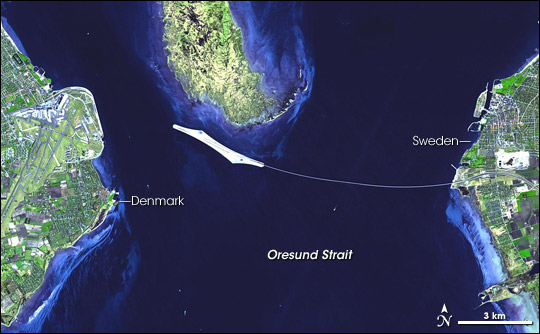
Hình chụp từ vệ tinh nhân tạo

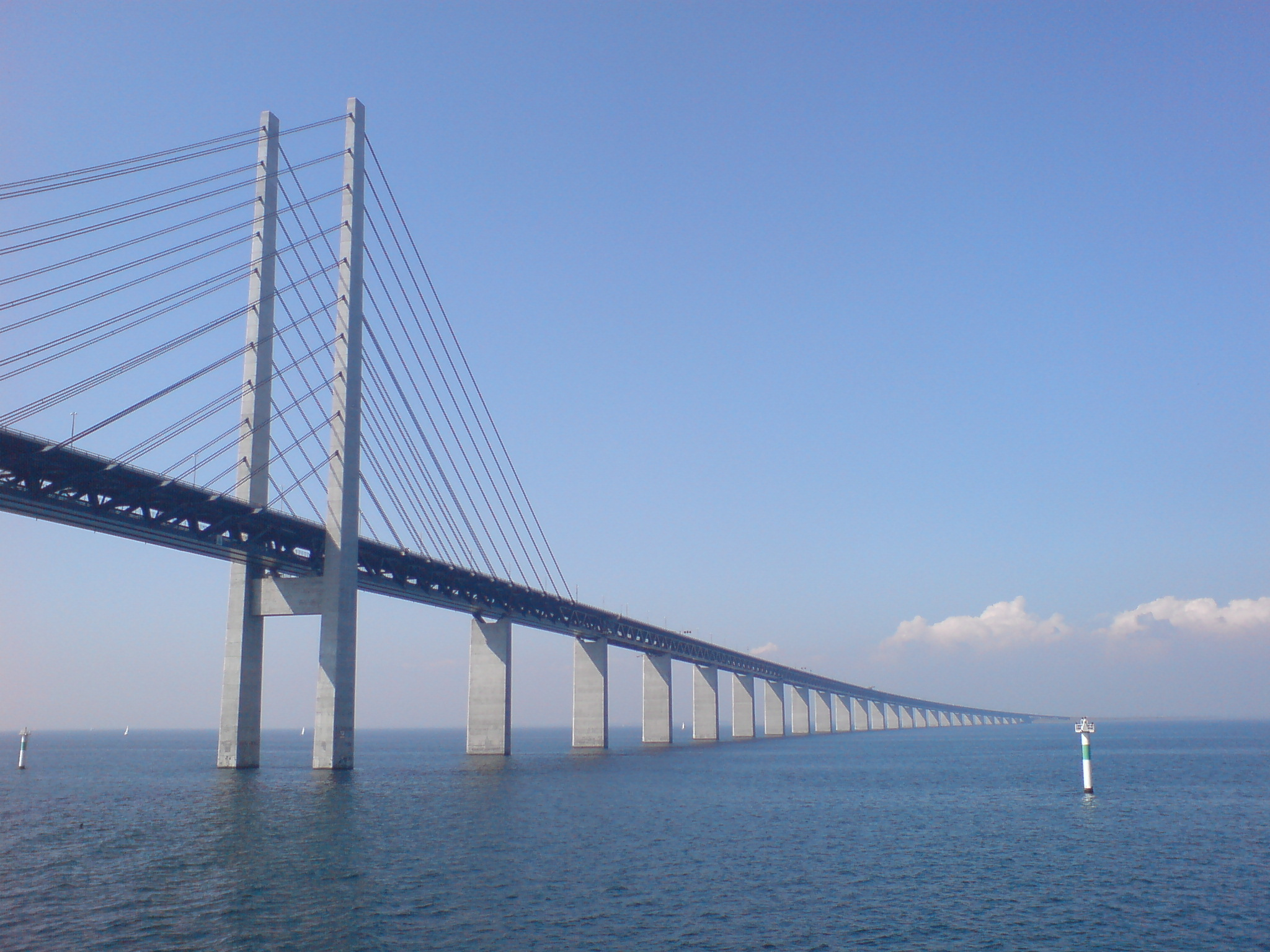
Cầu dây văng Oresund

Cầu Øresund, Öresund hay Oresund (tiếng Đan Mạch: Øresundsbroen; tiếng Thụy Điển: Öresundsbron) là một trong ba khâu nối giao thông cố định (fixed link) từ đảo Amager (Đan Mạch) qua Eo biển Oresund tới Malmö (nam Thụy Điển). Hai khâu kia là đảo nhân tạo Peberholm và bốn đường hầm từ Amager (Đan Mạch) tới đảo nhân tạo này. Tổng chiều dài của ba khâu này là 15,9 km. Vì đường nối giao thông cố định này gồm ba khâu, nên Đan Mạch thường dùng từ Øresundsforbindelsen và Thụy Điển dùng từ Öresundsförbindelsen.
Cùng với cầu Lillebælt và cầu Storebælt, cầu Oresund đã nối giao thông cố định giữa vùng tây lục địa châu Âu với vùng bắc bán đảo Scandinavia, cuối cùng nối liền mọi phần đất của Liên minh châu Âu, ngoại trừ Ireland, Malta và Síp cùng các đảo nằm ngoài lục địa.

## Lịch sử
Các ý tưởng về một cây cầu liên kết cố định trên Øresund đã được nâng cao ngay từ thập kỷ đầu tiên của thế kỷ 20. Vào năm 1910, các đề xuất đã được đưa lên Quốc hội Thụy Điển về một đường hầm đường sắt qua eo biển, bao gồm hai đoạn đường hầm được nối với nhau bởi một con đường trên mặt qua đảo Saltholm. Khái niệm về một cây cầu bắc qua Øresund lần đầu tiên được đề xuất chính thức vào năm 1936 bởi một tập đoàn các công ty kỹ thuật, những người đã đề xuất một mạng lưới đường ô tô quốc gia cho Đan Mạch.
Ý tưởng này đã bị loại bỏ trong Chiến tranh thế giới thứ hai, nhưng được tiếp tục sau đó và được nghiên cứu chi tiết trong nhiều ủy ban của chính phủ Đan Mạch-Thụy Điển trong suốt những năm 1950 và 1960. Tuy nhiên, sự bất đồng tồn tại về vị trí và hình thức chính xác của liên kết, với một số tranh luận về liên kết ở điểm hẹp nhất của âm thanh tại Helsingør – Helsingborg, xa hơn về phía bắc Copenhagen, và một số tranh cãi về liên kết trực tiếp hơn từ Copenhagen đến Malmö. Ngoài ra, một số lợi ích địa phương và khu vực lập luận rằng các dự án cầu và đường khác, đặc biệt là tuyến Liên kết Cố định Vành đai Lớn (Great Belt Fixed Link) khi đó chưa được xây dựng, nên được ưu tiên. Chính phủ Đan Mạch và Thụy Điển cuối cùng đã ký một thỏa thuận để xây dựng một liên kết cố định vào năm 1973. Nó sẽ bao gồm một cây cầu giữa Malmö và Saltholm, với một đường hầm nối Saltholm với Copenhagen, và sẽ được đi kèm với một đường hầm đường sắt thứ hai qua Øresund giữa Helsingør và Helsingborg.
Tuy nhiên, dự án đó đã bị hủy bỏ vào năm 1978 do tình hình kinh tế, và những lo ngại về môi trường ngày càng tăng. Khi tình hình kinh tế được cải thiện trong những năm 1980, sự quan tâm vẫn tiếp tục và các chính phủ đã ký một thỏa thuận mới vào năm 1991.
Một báo cáo của trung tâm OMEGA đã xác định những điều sau đây là động lực chính để xây dựng cây cầu:
- Nhằm cải thiện kết nối giao thông ở Bắc Âu, từ Hamburg đến Oslo;
- Sự phát triển khu vực xung quanh Øresund như một câu trả lời cho quá trình toàn cầu hóa đang tăng cường và quyết định của Thụy Điển trong việc đăng ký trở thành thành viên của Cộng đồng Châu Âu.
- Kết nối hai thành phố lớn nhất của khu vực vốn đang gặp khó khăn về kinh tế.
- Cải thiện thông tin liên lạc đến sân bay Kastrup, trung tâm vận chuyển các chuyến bay chính trong khu vực.

Một liên doanh của Hochtief, Skanska, Højgaard & Schultz và Monberg & Thorsen (cùng của Great Belt Fixed Link trước đó), bắt đầu xây dựng cây cầu vào năm 1995. Đoạn chót hoàn thành ngày 14 tháng 8 năm 1999. Thái tử Frederik của Đan Mạch và công chúa Victoria của Thụy Điển đã gặp nhau ở giữa cầu để khánh thành đoạn chót này. Lễ khánh thành chính thức diễn ra ngày 1 tháng 7 năm 2000 với sự chủ tọa của nữ hoàng Margrethe II của Đan Mạch và vua Carl XVI Gustav của Thụy Điển. Vì cái chết của chín người, trong đó có ba người Đan Mạch và ba người Thụy Điển, tại Lễ hội Roskilde vào tối hôm trước, buổi lễ đã mở đầu bằng một phút im lặng. Hầm cầu mở cửa cho giao thông công cộng vào cuối ngày hôm đó. Trước đó, vào ngày 12 tháng 6 năm 2000, hai tuần trước khi giải cống hiến, 79.871 vận động viên chạy bộ đã thi đấu ở Broloppet, một nửa marathon từ Amager, Đan Mạch, đến Skåne, Thụy Điển.
Bất chấp hai lần lùi lịch trình - việc phát hiện ra 16 quả bom chưa nổ trong Chiến tranh thế giới thứ hai ở đáy biển và một đoạn đường hầm vô tình bị lệch - cây cầu - đường hầm đã được hoàn thành trước thời hạn ba tháng.
Mặc dù lưu lượng giao thông giữa Đan Mạch và Thụy Điển đã tăng 61% trong năm đầu tiên sau khi cây cầu thông xe, nhưng mức độ giao thông không cao như mong đợi, có lẽ do phí cầu đường cao. Tuy nhiên, kể từ năm 2005, mức độ giao thông đã tăng lên nhanh chóng. Điều này có thể là do người Đan Mạch mua nhà ở Thụy Điển để tận dụng giá nhà ở Malmö thấp hơn và đi làm ở Đan Mạch. Vào năm 2012, chi phí đi ô tô là 310 krone Đan Mạch, 375 krona Thuỵ Điển hoặc 43 euro, với mức chiết khấu lên tới 75% dành cho người dùng thông thường. Vào năm 2007, gần 25 triệu người đã đi qua cầu Øresund: 15,2 triệu người bằng ô tô và xe buýt và 9,6 triệu người bằng tàu hỏa. Đến năm 2009, con số này đã tăng lên 35,6 triệu lượt đi bằng ô tô, xe khách hoặc tàu hỏa.

## Cầu Oresund
Cầu Oresund được xây dựng trên các cột và một nhịp chính bằng cột treo dây néo chéo (cable-stayed bridge). Nhịp treo này dài 490m - treo trên bốn cột cao 203,5m trên mực nước biển bằng 80 dây cáp treo mỗi cặp cách nhau 12m - là nhịp cầu treo dây néo dài nhất thế giới. Nhịp cầu này cao hơn mực nước biển trung bình 57m, để các tàu thủy có thể giao thông qua cầu. Tuy nhiên phần lớn các tàu đều chạy qua eo phía tây, nơi không có cầu, mà có bốn đường hầm.
Cầu bắt đầu từ Lemacken (nam Malmö, Thụy Điển) tới đảo nhân tạo Pebeholm, có chiều dài 7,85 km, trong đó 5,35 km nằm bên phía Thụy Điển và 2,5 km nằm bên phía Đan Mạch.
Cầu gồm hai tầng, tầng trên là xa lộ châu Âu E20, gồm bốn làn đường rộng 23,5m dành cho xe hơi và tầng dưới với hai đường ray dành cho xe lửa.
Tên chính thức của cầu là Øresundsbron, ghép từ tiền tố Ø của tiếng Đan Mạch Øresundsbroen với hậu tố "bron" của tiếng Thụy Điển Öresundsbron.

## Đảo nhân tạo Peberholm
Cầu được nối vào đảo nhân tạo Peberholm bên phía Đan Mạch, phía nam đảo Saltholm - dài 4,055 km, diện tích khoảng 3 km² - được tạo ra năm 1995 bằng 1,6 triệu tấn đá, 6 triệu m³ cát đào lên từ các đường hầm và các chân cầu. Trên đảo này có trạm ga xe lửa với hệ thống đường sắt ngang giúp cho xe lửa dễ chuyển từ đường ray này sang đường ray khác.
Tên đảo Peberholm (đảo hồ tiêu) được đặt theo lối so sánh tương tự với tên đảo Saltholm (đảo muối) do báo Politiken của Đan Mạch mở cuộc thi chọn tên.

## Hệ thống đường hầm
Từ đảo nhân tạo Peberholm có bốn đường hầm riêng nối với đảo Amager (gần phi trường Copenhagen, Đan Mạch), trong đó hai đường hầm dành cho xe hơi và hai dành cho xe lửa. Mỗi đường hầm dài 4,005 km, trong đó đường hầm chính dài 3,51 km cộng với hai đầu nối vào, mỗi đầu dài 270m.
Đường hầm được xây dựng bằng 20 ống tiền chế, mỗi ống dài 176m, rộng 38,8m, cao 8,6m, nặng 55.000 tấn. Cứ mỗi 60m đường hầm đều có đặt camera để theo dõi tình trạng giao thông. Tốc độ xe chạy trong đường hầm không được vượt quá 90 km/h.

## Kiểm soát biên giới
Cả Thụy Điển và Đan Mạch đều là các bên ký kết Hiệp định Schengen, trong đó loại bỏ các biện pháp kiểm soát biên giới và hộ chiếu giữa hai quốc gia tham gia. Tuy nhiên, vào tháng 1 năm 2016, trong cuộc khủng hoảng di cư ở châu Âu, Thụy Điển đã được cấp quyền miễn trừ tạm thời theo các điều khoản của Hiệp định Schengen để bắt buộc tất cả du khách qua cầu phải có ảnh bằng chứng nhận dạng. Do đó, khách du lịch đến Thụy Điển từ Đan Mạch, song không phải khách du lịch đến Đan Mạch từ Thụy Điển, phải xuất trình hộ chiếu hợp lệ hoặc thẻ căn cước quốc gia (công dân của các nước EU/EEA) hoặc hộ chiếu và thị thực nhập cảnh (nếu được yêu cầu) đối với các công dân khác ngoài EU hay các quốc gia thuộc EEA. Động thái này đánh dấu một đoạn tuyệt với 60 năm đi lại không cần hộ chiếu giữa các nước Bắc Âu.
Đối với kết nối đường sắt, những kiểm tra này ban đầu được thực thi bằng cách yêu cầu hợp pháp các công ty tàu hỏa xác minh danh tính của những du khách đến Thụy Điển, với khoản tiền phạt 50.000 krona Thuỵ Điển như là hình phạt cho việc phục vụ những người không có giấy tờ tùy thân như vậy Điều này dẫn đến việc thực thi các cuộc kiểm tra của các nhân viên an ninh tư nhân tại nhà ga trong sân bay Kastrup ở Đan Mạch, một động thái không được lòng hành khách do sự chậm trễ áp đặt.
Từ năm 2017, Thụy Điển đã loại bỏ yêu cầu này và thay vào đó là các cuộc kiểm tra trực tiếp quy mô hơn của cảnh sát Thụy Điển khi nhập cảnh vào nước này. Điều này hiện đang diễn ra trên tàu tại ga Hyllie trên các chuyến tàu đến từ Đan Mạch, với việc kiểm tra tại Kastrup đã được gỡ bỏ hoàn toàn.
Các biện pháp kiểm soát biên giới đã được gia hạn vào ngày 12 tháng 5 năm 2019 và sẽ duy trì cho đến ngày 12 tháng 11 năm 2019, có khả năng sẽ được gia hạn tạm thời sau đó.

## Kinh phí xây dựng và thu lợi
Tổng kinh phí xây dựng hết 30,1 tỷ krone Đan Mạch theo chỉ số giá năm 2000, trong đó EU tài trợ 1,4 tỷ krone Đan Mạch, số còn lại được góp vốn bởi Øresundsbro Konsortiet gồm công ty A/S Øresund của chính phủ Đan Mạch và công ty Svenskk-danska Bröforbindelsen AB (SVEDAB) của chính phủ Thụy Điển. Số vốn này dự trù sẽ được bồi hoàn vào năm 2035, bằng việc thu lệ phí các xe qua cầu. Vào năm 2006, Thụy Điển đã bắt đầu xây dựng Đường hầm Thành phố Malmö, kết nối trị giá 9,45 tỷ krona Thuỵ Điển với cây cầu được hoàn thành vào tháng 12 năm 2010.
Việc kết nối sẽ hoàn toàn do người dùng tài trợ. Công ty chủ sở hữu được sở hữu một nửa bởi nhà nước Đan Mạch và một nửa bởi nhà nước Thụy Điển. Công ty chủ sở hữu này đã nhận các khoản vay được chính phủ bảo lãnh để tài trợ cho kết nối và phí sử dụng là thu nhập duy nhất của công ty. Sau khi gia tăng lưu lượng, các khoản phí này đủ để trả lãi và bắt đầu trả các khoản vay, dự kiến sẽ mất khoảng 30 năm.
Tuy người nộp thuế đã không trả tiền cho cả cây cầu và đường hầm nhưng tiền thuế đã được sử dụng cho các kết nối đất. Về phía Đan Mạch, kết nối đường bộ mang lại lợi ích nội địa, chủ yếu là kết nối sân bay với mạng lưới đường sắt. Đường hầm Thành phố Malmö có lợi ích là kết nối phần phía nam của nội thành với mạng lưới đường sắt và cho phép nhiều chuyến tàu hơn đến và đi từ Malmö.
Theo Ủy ban Öresund, cây cầu đã thu được lợi nhuận kinh tế quốc gia là 57 tỷ krone, tương đương 78 tỷ krona (khoảng 8,41 tỷ Euro) cho cả hai bên eo biển nhờ việc tăng cường đi lại và giảm chi phí đi lại. Mức thu được ước tính là 6,5 tỷ krona mỗi năm nhưng con số này có thể tăng lên 7,7 tỷ bằng cách loại bỏ ba trở ngại lớn nhất đối với hội nhập và di chuyển, hai trở ngại lớn nhất là công dân không thuộc EU ở Thụy Điển không được phép làm việc ở Đan Mạch và nhiều trình độ chuyên môn và công lao không được công nhận lẫn nhau.
Một nghiên cứu vào năm 2021 cho thấy cây cầu đã dẫn đến sự gia tăng đổi mới ở Malmö. Cơ chế chính dường như là các công nhân có tay nghề cao đã được thu hút đến Malmö.

## Thống kê số xe giao thông
| Năm  | Xe mô tô | Ô tô nhỏ  | Ô tô 6-9m | Xe buýt | Xe vận tải | Tổng cộng |
| ---- | -------- | --------- | --------- | ------- | ---------- | --------- |
| 2001 | 24.330   | 2.660.807 | 74.505    | 37.745  | 153.485    | 2.950.872 |
| 2002 | 25.868   | 3.106.318 | 73.942    | 41.433  | 180.803    | 3.428.364 |
| 2003 | 26.881   | 3.418.382 | 86.477    | 41.294  | 208.402    | 3.781.436 |
| 2004 | 33.615   | 3.908.014 | 94.232    | 58.270  | 230.546    | 4.324.677 |
| 2005 | 29.878   | 4.499.640 | 109.631   | 56.480  | 269.164    | 4.964.793 |
| 2006 | 32.387   | 5.203.178 | 143.609   | 55.510  | 307.909    | 5.742.593 |
| 2007 | 38.376   | 5.674.513 | 161.807   | 52.339  | 314.590    | 6.745.968 |

Nguồn:  Lưu trữ ngày 7 tháng 5 năm 2008 tại Wayback Machine

## Liên hệ về văn hoá
Cầu Øresund đã được đặt tên cho bộ phim truyền hình Bắc Âu The Bridge, vì bộ phim này lấy bối cảnh ở khu vực xung quanh cây cầu.
Khi Malmö tổ chức cuộc thi Eurovision Song vào năm 2013, cầu Øresund đã được sử dụng như một biểu tượng cho sự kết nối giữa Thụy Điển và phần còn lại của châu Âu.
Cây cầu còn là nguồn cảm hứng đằng sau bài hát "Walk Me to the Bridge" năm 2014 của Manic Street Preachers trong album Futurology của nhóm nhạc này.

## Ảnh hưởng tới môi trường
Các phần dưới nước của cây cầu hiện tại đã được bao phủ bởi những sinh vật biển và hoạt động như một rạn san hô nhân tạo.